# Kanton Aix-les-Bains-Centre
Kanton Aix-les-Bains-Centre (francouzsky Canton d'Aix-les-Bains-Centre) je francouzský kanton v departementu Savojsko v regionu Rhône-Alpes. Tvoří ho pouze centrální část města Aix-les-Bains.